# East Norton
East Norton – wieś w Anglii, w hrabstwie Leicestershire, w dystrykcie Harborough. Leży 21 km na wschód od miasta Leicester i 131 km na północ od Londynu. Miejscowość liczy 94 mieszkańców.